# Willem Gerrit Beeftink
Willem Gerrit Beeftink (auch: Wim G. Beeftink) (* 4. März 1926 in Nieuwer-Amstel; † 16. März 2014 in Middelburg) war ein niederländischer Biologe, Botaniker und Pflanzensoziologe.
Sein botanisches Autorenkürzel lautet „Beeftink“

## Leben
Beeftink wurde 1926 in Amstelveen in der Nähe von Amsterdam geboren. Sein Vater war Mathematiklehrer und Amateur-Biologe mit einer großen Liebe zur Naturgeschichte. Als Beeftink fünf Jahre alt war, im Jahr 1931, zog die Familie nach Middelburg auf der Halbinsel Walcheren in der Provinz Zeeland.

## Schulzeit
Schon während seiner Grundschulzeit begann Beeftink Muscheln zu sammeln. Er bemühte sich, die Namen aller Tiere und Pflanzen zu erlernen, denen er auf den Spaziergängen mit seinem Vater begegnete. Beeftink war ein guter Schüler und setzte seine Schulzeit auf der höheren Schule in Middelburg fort. Trotz schwerer Bombenangriffe auf Middelburg während des Zweiten Weltkriegs beendete er die Schule mit Erfolg. Er hatte in allen Fächern gute Noten, besonders in den Naturwissenschaften.

## Studium und Promotion
Zunächst hatte Beeftink vor, Biologie zu studieren. Da dies aber zu einer Laufbahn als Lehrer geführt hätte, die er nicht wollte, entschied er sich für ein Studium der Landwirtschaft. In diesem Fachbereich ergaben sich für ihn größere Forschungsmöglichkeiten auf biologischem Gebiet.
1944, als Beeftink sein Studium begann, dauerte der Krieg noch an und der Teil der Niederlande, in dem die Universitäten lagen, war noch von den Deutschen besetzt. Die Provinz Zeeland, wo Beeftink sich befand, wurde von einer provisorischen holländischen Regierung in Kooperation mit den Alliierten regiert. In Eindhoven wurde eine provisorische Akademie gegründet, an der alle möglichen verfügbaren Wissenschaftler zu allen möglichen Themen Vorlesungen hielten. Der optimistische Geist, der zu dieser Zeit unter den Studenten und Lehrenden herrschte, überwand alle Nöte und Unzulänglichkeiten dieser Übergangszeit.
Sobald sich nach Ende des Krieges die Situation in den Niederlanden normalisiert hatte, wechselte Beeftink von Eindhoven an die Universität Wageningen und studierte dort Landwirtschaft mit dem Schwerpunkt Gartenbau. Hier traf er Victor Westhoff, der zu dieser Zeit Assistent und Dozent im Labor für Systematik des Pflanzenreichs und Vegetationsgeographie war und die Pflanzensoziologie der Niederlande begründete. Angeregt durch Westhoff studierte Beeftink die Vegetation der Sloe und deren Teilgebiet, das Kaloot, welches 1969 durch den Bau des Kernkraftwerks Borssele vernichtet wurde. Zusammen mit Westhoff veröffentlichte er zu diesem Thema zwei Schriften und dann eine weitere allein als studentische Abschlussarbeit über die Vegetation der Sloe. 1951 nach Beendigung seines Studiums ließ sich Beeftink von Professor Venema überzeugen, seine Studien über das Salz-Marsch-Ökosystem zu einer Doktorarbeit auszubauen.
Die „Commissie Plan Tendeloo“ der Landwirtschaftlichen Universität gewährte ihm dafür ein Stipendium. 1965 promovierte Beeftink zum Thema: De zoutvegetatie van ZW-Nederland beschouwd in europees verband (deutsch: Die Salzvegetation der Südwest-Niederlande betrachtet im europäischen Kontext).

## Beruf
Im Jahr 1953 verwüstete die Hollandsturmflut die Provinz Zeeland und forderte in den Niederlanden mehr als 1800 Todesopfer. In diesem Jahr schloss sich Beeftink der Beratungsstelle für Gartenbau an und wurde in Goes eingesetzt. Seine Aufgabe war es, Bauern bei ihrer täglichen Arbeit zu beraten, speziell, was die Nutzung der überfluteten und versalzenen Gebiete betraf. Ein großer Teil Zeelands war mit Obstgärten bepflanzt und Beeftink studierte den Einfluss der Überschwemmung auf die Fruchtbarkeit der Obstbäume.

### Delta-Institut
1953 waren sich Regierung und Bevölkerung einig, dass eine Wiederholung solch einer Flutkatastrophe verhindert werden musste. Zu diesem Zweck entstand der Delta-Plan, der die holländischen Inseln und die gesamte Küste durch ein System von Deichen und Sperrwerken gegen Sturmfluten schützen sollte. Dieser Delta-Plan war Grund für die Gründung des Delta Instituut voor Hydrobiologisch Onderzoek (Delta-Institut für hydrobiologische Untersuchungen), heute: Nederlands Instituut voor Ecologie (Niederländisches Institut für Ökologie).
Am 1. November 1957 wurde das Delta Instituut voor Hydrobiologisch Onderzoek (DIHO) durch die Koninklijke Nederlandse Academie van Wetenschappen in Goes gegründet.
Beeftink war einziger Mitarbeiter dieses neuen Institutes und die Institutsadresse war Beeftinks Wohnungsadresse.
Westhoff überzeugte die Königlich Niederländische Akademie der Wissenschaften, dass das Delta-Institut nicht nur die Veränderungen untersuchen dürfe, die durch den Delta-Plan im maritimen Ökosystem eintreten würden, sondern auch generell die Fauna und Flora der Ufer der Ästuarien, der Salzmarschen und der Deich-Böschungen.
Auf diese Weise konnte Beeftink seine als Student begonnenen Pflanzenstudien fortsetzen.

### Klassifikation der salzliebenden Pflanzengemeinschaften
Studien zur Vegetation der niederländischen Küste gab es schon von Bijhouwer (1926), Adriani (1945), Feekes(1936) und Westhoff (1947). Das Verdienst Beeftinks besteht in der Systematik. Er schuf eine Klassifikation der salzliebenden Pflanzengemeinschaften. Seine Doktorarbeit wurde und wird noch heute als Referenz genutzt. Zur Beschreibung der Syntaxa fügte er einen Überblick über ihr Vorkommen in Europa hinzu. Außerdem betonte er die Bedeutung der Informationstheorie und Kybernetik in der Pflanzensoziologie zur Verarbeitung der anfallenden Daten.
Beeftink verknüpfte seine pflanzensoziologischen Untersuchungen mit zoologischen Studien, besonders der in den Salzmarschen vorkommenden Weichtiere.
Dies entsprach dem multidisziplinären Ansatz des Delta-Instituts.

### Studien zur Sukzession
Die durch den Delta-Plan hervorgerufenen Veränderungen inspirierten Beeftink zum Thema Sukzession. Von Anfang an berücksichtigte er Zeit und Ort bei seiner Charakterisierung der Pflanzengesellschaften. Er war in der glücklichen Situation Zeit, Geld und Mitarbeiter zur Verfügung zu haben. So beobachtete er fortlaufend dieselben Quadrate über viele Jahre. Dabei dokumentierte er möglichst viele der Faktoren, die die Veränderungen bewirkten.
In einigen Fällen, wie dem Veerse Meer, wurden sogar stündlich die Einflussfaktoren gemessen und Daten über Untergrund und Gezeiten gesammelt. Im Rahmen des Anstiegs des Meeresspiegels durch den Klimawandel erhielten diese Untersuchungen neue Aufmerksamkeit.

### Hinwendung zur Pflanzensoziologie
In den 1970er und 1980er Jahren wendete sich Beeftink immer mehr der Pflanzensoziologie zu, indem er die Details und größere Zusammenhänge verknüpfte.
Seine ersten Versuche in diese Richtung waren Untersuchungen zur Taxonomie der Queller im Zusammenhang mit Populationsdynamik, Bodenkunde, Vegetationsanalyse in den Jahren 1976 bis 1985. In den 1980er Jahren gelang es Beeftink und seiner Gruppe zu diesen Untersuchungen mathematische Hilfe zu bekommen.
1988 war Beeftink Professor am Delta-Institut. Es gab eine umfangreiche Datenbank über die Zeeländer Schlick-Gebiete und Schorren, die Beeftink in den 1950er Jahren begründet hatte. In den 1950er Jahren umfasste dieses Gebiet noch 8000 ha, 1988 nur noch 4000 ha.

### Umweltschutz
Im Jahr 1976 wurde Egbert K. Duursma Direktor des Delta-Instituts. Er war Chemiker und beschäftigte sich mit der menschengemachten Verschmutzung des Meeres.
Beeftinks großes Interesse am Schutz der Natur ließ ihn Duursmas Ideen aufgreifen und in seine eigene Arbeit integrieren. Er begann den Metall-Gehalt in Salz-Marsch-Pflanzen nachzuweisen.
Seit dieser Zeit widmete Beeftinks Forschungsgruppe einen Teil ihrer Zeit Untersuchungen zur Umweltverschmutzung. Daraus entstanden Ergebnisse zur Nahrungskette, darunter eine Studie zum Einfluss der Schwermetallbelastung bei in der Salzmarsch grasenden Schafen.
Beeftink lag seit seiner Kindheit der Naturschutz am Herzen. Er arbeitete für dieses Anliegen in mehreren Komitees und Institutionen, darunter als Mitglied des Nationalen Komitees für Naturschutz.

## Familie
Beeftink war seit 1953 mit Jeanne Verheule verheiratet. Er hatte drei Kinder und fünf Enkel.

## Veröffentlichungen (Auswahl)
- W. G. Beeftink: Ecology of Coastal Vegetation, Springer 1985
- W. G. Beeftink: Ecology of coastal vegetation: Proceedings of a Symposium, Haamstede, Springer, 1983, ISBN 94-010-8938-8
- Tüxen, R. & Westhoff, V., u.M.v. Beeftink W. G. & Jahns W.: Saginetea maritimae, eine Gesellschaftsgruppe im wechselhalinen Grenzbereich der europäischen Meeresküsten., 1963, Mitteil. Flor.-soziol. Arbeitsgem. 10: 116–129.
- Beeftink, W. G.: Die Systematik der europäischen Salzpflanzengesellschaften., 1968, in: R. Tüxen, cd., Pflanzensoziologische Systematik. Junk, Den Haag, 239–272.
- Beeftink, W. G.: Übersicht über die Anzahl der Aufnahmen europäischer und nordafrikanischer Salzpflanzengesellschaften für das Projekt der Arbeitsgruppe für Datenverarbeitung., 1972, in: R. Tüxen cd. Grundfragen und Methoden in der Pflanzensoziologie. 13er. Symp. Intern. Ver. Vegetationskunde 1970. Junk, Den Haag, 371–396.
- Beeftink, W. G.: Vegetationskundliche Dauerquadratforschung auf periodisch überschwemmten und eingedeichten Salzböden im Südwesten der Niederlande., 1975, in: W. Schmidt (Hrsg.) Sukzessionsforschung. Ber. Symp. Intern. Ver. Vegetationskunde 1973. Cramer, Vaduz, 567–578.[2]